# Wang Čchu-čchin
Wang Čchu-čchin (čínsky pchin-jinem Wáng Chǔqīn, znaky zjednodušené 王楚钦, tradiční 王楚欽; * 2000) je čínský stolní tenista, olympijský vítěz a mistr světa. V současné době (k 2025) je ve světovém žebříčku v mužské dvouhře na 2. místě. Vyhrál šest titulů z Asijských her, 7krát získal zlatou medaili z mistrovství světa, na Letních olympijských hrách 2024 získal zlatou medaili ve čtyřhře smíšených družstev a soutěži družstev. Ve dvouhře porazil v prvním kole slovenského reprezentanta Jang Wanga, ve druhém kole vypadl se švédským reprezentantem Trulsem Möregardhem.